# مدرسة العائلة المقدسة
مدرسة العائلة المقدسة هي مدرسة أنشأها الآباء اليسوعيين عام 1879 لتعليم اللغة الفرنسية. المدرسة لها 3 أفرع في القاهرة قسم المرحلة الإعدادية والثانوية بشارع رمسيس أما محطة القطار الرئيسة وقسم للمرحلة الابتدائية بشارع القبيسي خلف المستشفى القبطي وقسم آخر للمرحلة الابتدائية أيضاً في ضاحية مصر الجديدة على طريق العروبة (صلاح سالم) الرئيسي.

## وصلات خارجية
- الموقع الرسمي لمدرسة العائلة المقدسة